# Ivan Kostić
Ivan Kostić (in serbo Иван Костић?; Zaječar, 24 ottobre 1995) è un calciatore serbo, portiere dell'Omonia Aradippou.

## Palmarès

### Club

#### Competizioni nazionali
- Srpska liga Istok: 1

Radnički Pirot: 2015-2016